# Pedro Gronardo
Pedro Gronardo ( ¿?, † Montevideo, enero de 1727) fue un capitán de navío bonaerense que probablemente nació en España en la segunda mitad del siglo XVII. Fue uno de los primeros pobladores hispanos de Montevideo.

## Historia
Lo poco que se sabe de la vida de Gronardo está íntimamente ligado a los primeros años de la historia de la ciudad de Montevideo.
Gronardo era práctico del puerto de Buenos Aires, por lo que tenía la misión de conducir los barcos salidos de esta ciudad fuera de la peligrosa zona de los bancos próximos. Además, solía embarcar cueros en la desembocadura del Río Santa Lucía.

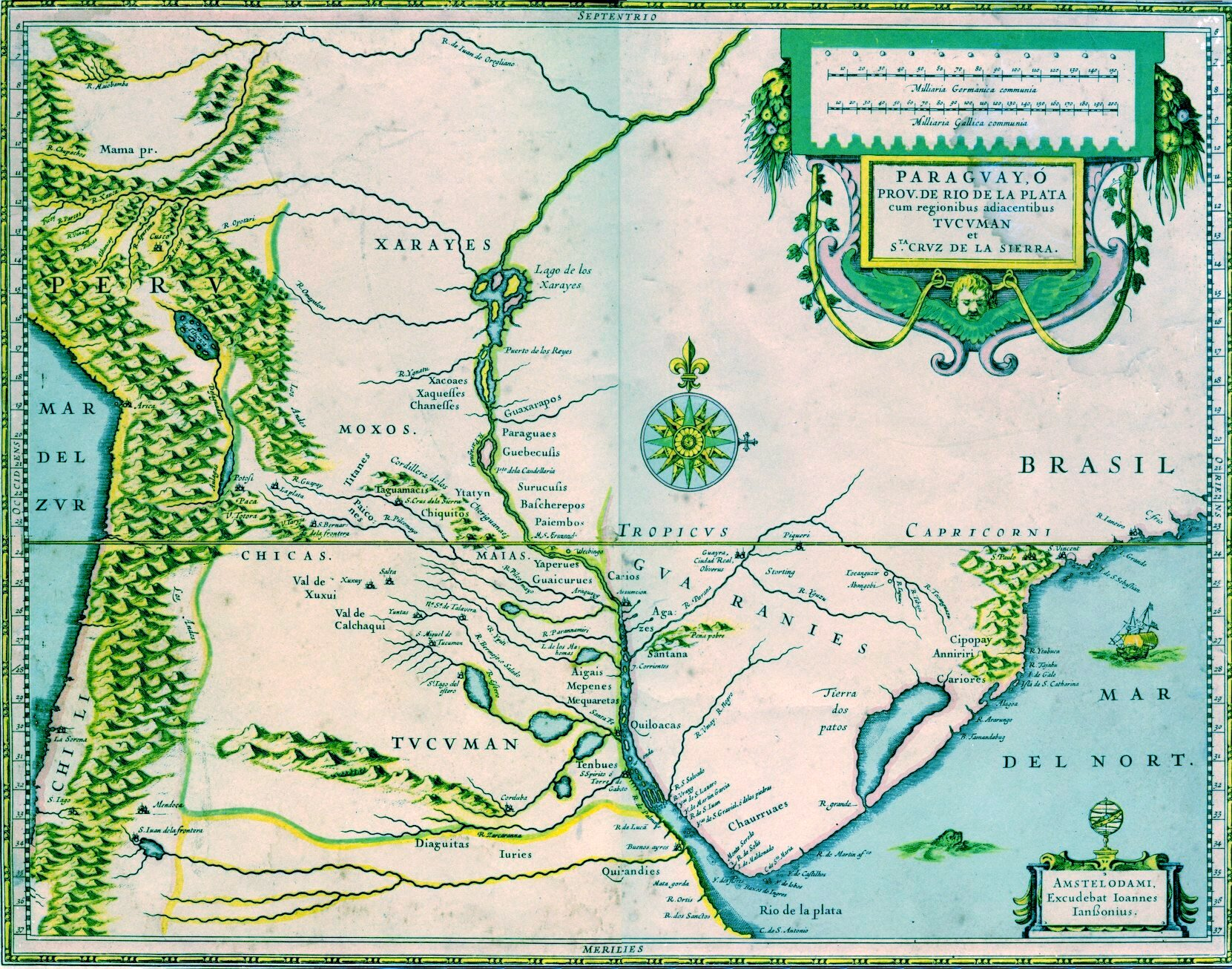
La región del Río de la Plata a principios del.

El 1°de diciembre de 1723, mientras conducía un barco que volvía a Inglaterra, vio en la bahía de Montevideo un navío “de guerra de 50 cañones, portugués, con otros tres más chicos, mandados por don Manuel de Noroña; y en tierra, en 18 toldos, hasta 300 hombres que se fortificaban, y que le habían dicho venían a apoderarse y establecerse en aquel puerto, y le mandaron saliese de él.”
Inmediatamente, Gronardo da aviso al gobernador y capitán general del Río de la Plata, Bruno Mauricio de Zabala quien decide la fundación de un poblado en esos parajes para evitar el avance portugués en la región.
Este avistamiento de Gronardo hace concretar la idea de fundar una población en la desembocadura del Río Santa Lucía propuesta en 1608 por el gobernador Hernando Arias de Saavedra (más conocido como “Hernandarias”) al rey de España Felipe III. Sin embargo, esta idea no prosperó ya que el territorio de la Banda del Norte había sido declarado “tierra sin ningún provecho”. Sólo había llamado la atención de corsarios, bucaneros, piratas, contrabandistas y de portugueses. La intención portuguesa sobre estas tierras queda de manifiesto en 1680 con la fundación de Colonia del Sacramento en 1680. Ante esto, el gobernador de Buenos Aires, José Herrera y Sotomayor, aconseja al rey la fundación de un poblado para detener el avance lusitano. Iniciativa que tuvo la misma suerte que la de Hernandarias.

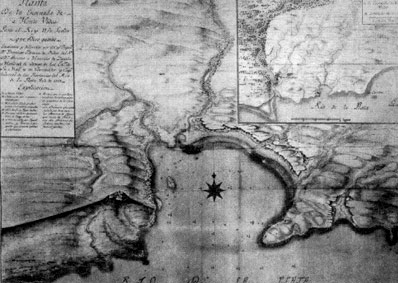
Plano de Montevideo diseñado por Domingo Petrarca en 1719.

Una vez fundada Montevideo, Gronardo se mudó a la nueva ciudad, donde junto con Jerónimo Eustaque (conocido como Pistolete) construyó un rancho de barro y cuero en la calle Treinta y Tres casi Piedras sobre el solar número 5 que luego le adjudicó Millán y que comprendía la manzana delimitada por estas dos calles además de Cerrito y Misiones. Esta fue la primera edificación de importancia y establecieron la primera pulpería de Montevideo.
Al poco tiempo, Gronardo falleció como consecuencia de una explosión mientras ejercía su tarea de práctico en su propio barco. Por lo que si no fue el primer muerto de Montevideo, fue uno de los primeros.
Tres años después de su muerte, la edificación seguía siendo lujosa en comparación con las chozas de cuero y barro que conformaban Montevideo, por lo cual fue elegida por Zabala como sede del primer cabildo de la ciudad.

## Reconocimiento a su labor
En un acto de reconocimiento a la obra del Capitán de navío Gronardo, que está tan vinculada a los primeros años de la ciudad de Montevideo, la Intendencia Municipal de Montevideo denominó "Gronardo" a la calle de 11 cuadras que va de la Av. Juan Jacobo Rousseau a la Av. Gral. Flores en el Barrio Ituzaingó.